# Клермон-Тоннеры
Дом де Клермон-Тоннер (фр. La maison de Clermont-Tonnerre) — французское дворянское семейство, родом из Дофине. Семья играла значительную роль в истории Франции с XI века до периода Французской революции.

## Графы
Основателем семьи считается барон Клермона Сибо I, первые упоминания о котором относятся к 1080 году. Его потомок, Сибо II, командовал военным отрядом, который участвовал в противостоянии с антипапой Григорием VIII на стороне Каликста II. В благодарность за оказанные услуги Каликст разрешил Сибо добавить к своему гербу ключи святого Петра и папскую тиару. Прямой потомок Сибо, Айнард (ум. 1349), виконт Клермона, был капитан-генералом и первым бароном Дофине в 1340 году, благодаря покровительству своего сюзерена Гумберта, дофина Вьенна. В 1547 году виконтство было повышено до статуса графства во время правления графа Антуана де Клермона, который в то время был губернатором Дофине и лейтенантом в королевской армии. В 1572 году сыну Антуана Анри был дарован титул герцога де Клермона в качестве привилегии за выдающиеся заслуги в военном деле, однако без права наследования. Он погиб в 1573 году. Его сын, Шарль-Анри (ум. 1640), граф де Клермон, добавил графство Тоннер к семейным владениям, однако в 1648 году его сын и наследник Франсуа (ум. 1649) продал его.

## Герцоги

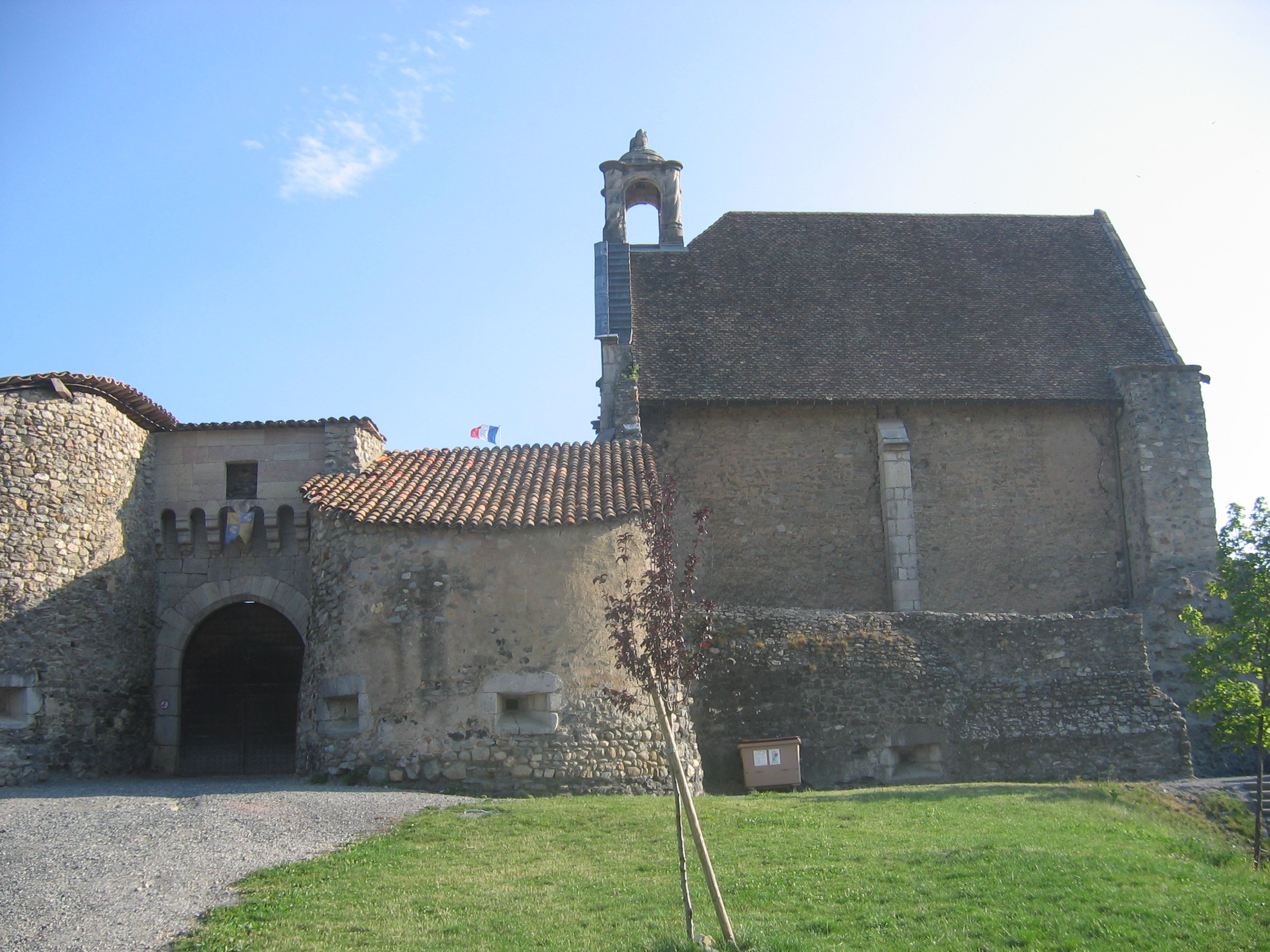
Замок Таллар

Членом младшей линии рода из потомков Шарля-Анри был Гаспар де Клермон-Тоннер (1688—1781), выбравший военную карьеру. Он принимал участие во многих знаменитых сражениях того времени, в том числе в битве при Лауфельде и битве при Фонтенуа. В признание его заслуг в 1747 году он стал маршалом Франции и в качестве дуайена маршалов принимал участие в коронации Людовика XVI в 1774 году. В следующем году для него создали титул герцога де Клермон-Тоннер и сделали пэром Франции. Его сын Шарль-Анри-Жюль, губернатор Дофине, был казнен на гильотине в 1794 году, как и его внук Гаспар-Шарль годом ранее в Лионе. Последующий герцог Эме-Мари-Гаспар (1770—1865) служил военным, впоследствии став морским министром, а позднее и военным министром при короле Карле Х, в последние дни реставрации Бурбонов.
Известные представители:

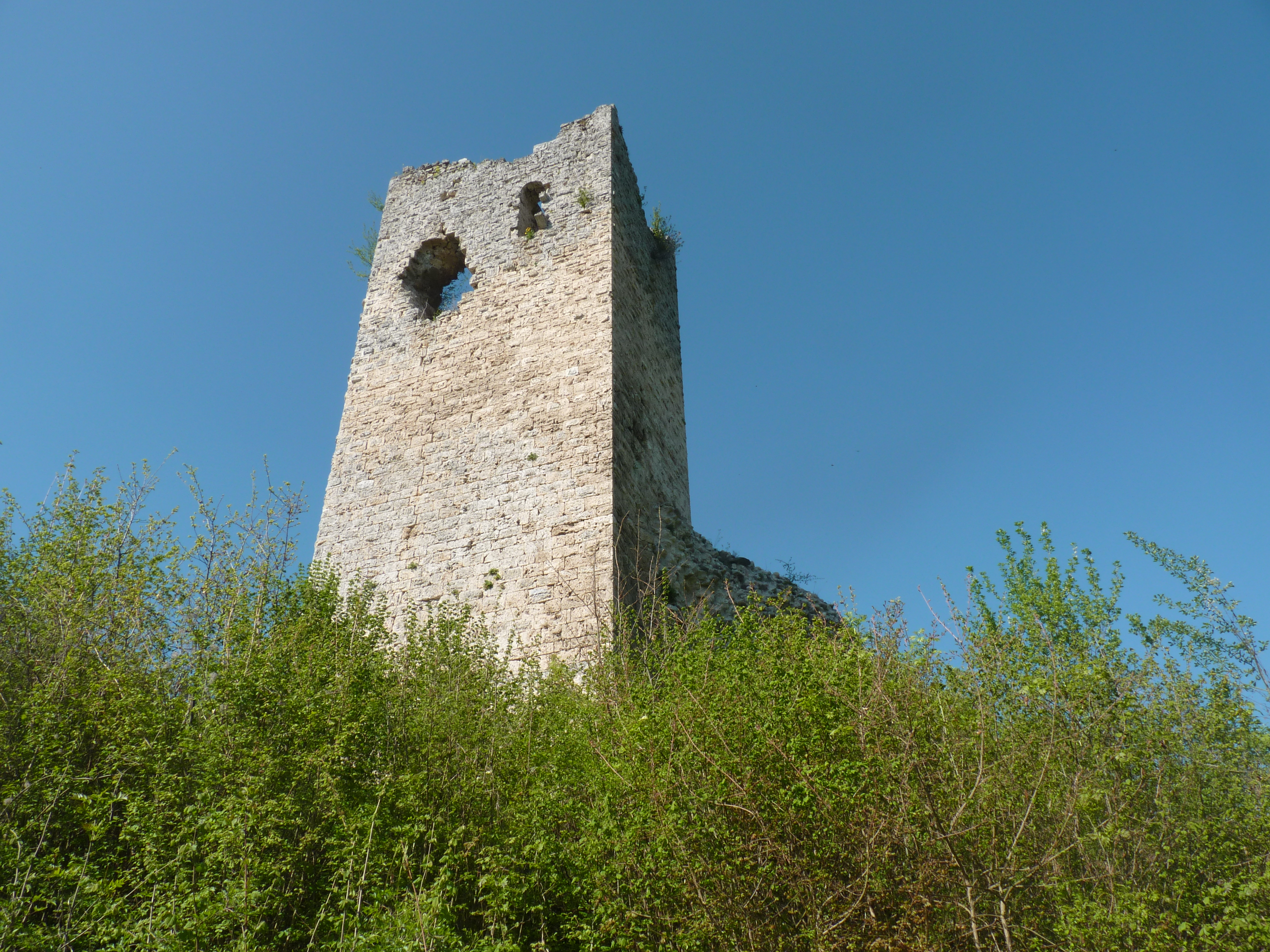
Руины замка Клермон, родового имения с XI века

- Людовик Клермон-Тоннер — знаменитый агроном.
- Станислас Клермон-Тоннер — граф, государственный деятель времён Французской революции.